# Чељадице
Чељадице (слч. Čeľadice) насељено је мјесто са административним статусом сеоске општине (слч. obec) у округу Њитра, у Њитранском крају, Словачка Република.

## Становништво
| Година:    | 1994. | 2004.   | 2014.    | 2024.    |
| ---------- | ----- | ------- | -------- | -------- |
| Број људи: | 786   | 762     | 930      | 1109     |
| Разлика:   |       | -3,05 % | +22,04 % | +19,24 % |

| Година:    | 2023. | 2024.   |
| ---------- | ----- | ------- |
| Број људи: | 1075  | 1109    |
| Разлика:   |       | +3,16 % |

Према подацима о броју становника из 2011. године насеље је имало 918 становника.